# Talia Shire
Talia Shire (Lake Success, 25 de Abril de 1946) é uma atriz americana de ascendência italiana.
Nascida Talia Rose Coppola em Lake Success, Nova York; ela é irmã do diretor e produtor Francis Ford Coppola e sobrinha do compositor Anton Coppola. Ela foi casada com o compositor David Shire, com quem teve um filho, Matthew Orlando Shire. Ela teve outros dois filhos, atores/músicos Jason Schwartzman e Robert Schwartzman, do seu segundo casamento com o também produtor Jack Schwartzman.
Talia Shire ficou famosa atuando em The Godfather e como a esposa do Rocky Balboa nos filme da série Rocky. Ela representou Adrian Pennino (rebatizado mais tarde por Francesco Pennino, nome do seu avô) o nome da sua personagem mais famosa Adrian Pennino que ficou conhecida mundialmente pela série Rocky interpretado por Sylvester Stallone, é uma homenagem ao seu avô materno Francesco Pennino.
Ela é a mãe dos atores Jason e Robert Schwartzman e tia do ator Nicolas Cage.
Foi indicada duas vezes para o Oscar: Atriz Coadjuvante por The Godfather Part II (1974) e Atriz Principal por Rocky em 1976. Nas duas oportunidades acabou perdendo.

## Filmografia
- 1968 - The Wild Racers
- 1970 - The Dunwich Horror
- 1970 - Maxie
- 1971 - Gas-s-s-s
- 1971     - The Christian Licorice Store
- 1972     - The Godfather
- 1972     - The Outside Man
- 1974 - The Godfather: Part II
- 1976 - Rocky
- 1979 - Old Boyfriends
- 1979 - Rocky II
- 1979 - Prophecy
- 1980 - Windows
- 1982 - Rocky III
- 1985 - Rocky IV
- 1986 - Rad
- 1986     - Hyper Sapien: People from Another Star
- 1989 - New York Stories
- 1990 - Rocky V
- 1990     - The Godfather: Part III
- 1991 - Cold Heaven
- 1991     - Bed & Breakfast
- 1993 - Deadfall
- 1997 - A River Made to Drown In
- 1997     - She's So Lovely
- 1998 - Divorce: A Contemporary Western
- 1998     - Can I Play?  (short subject)
- 1998     - The Avocado Seed
- 1999 - The Landlady
- 1999     - Lured Innocence
- 1999     - Palmer's Pick Up
- 2000 - The Visit
- 2001 - The Whole Shebang
- 2002 - Kiss the Bride
- 2003 - Family Tree
- 2003     - Dunsmore
- 2004 - I Heart Huckabees
- 2005 - Pomegranate
- 2007 - National Lampoon's Homo Erectus
- 2007     - Pizza with Bullets
- 2007     - Christmas at Cadillac Jack's
- 2007     - Looking for Palladin
- 2008 - My Father's Will